# Beluja
El monte  Beluja (en su transcripción al inglés, Belukha) o Muztau (en ruso: Белуха, romanizado: Muztau), de 4506 m, es la cumbre más alta del macizo de Altái. Además, forma parte del Patrimonio de la Humanidad llamado Montañas Doradas de Altái. 
El Beluja consta de dos picos que se encumbran en la frontera de la Federación Rusa y Kazajistán, en la república de Altái (del que es el punto culminante) y la provincia de Kazajistán Oriental respectivamente, justo al norte del hito donde estos dos países se encuentran limitando con China y Mongolia. Hay varios glaciares en la montaña. De los dos picos, el oriental (4506 m) es mayor que el pico occidental (4440 m). El primer ascenso al monte Beluja fue realizado en 1914 por los hermanos Trónov.